# Comuna Săcelu, Gorj
Săcelu este o comună în județul Gorj, Oltenia, România, formată din satele Blahnița de Sus, Hăiești, Jeriștea, Magherești și Săcelu (reședința).

## Demografie
Componența etnică a comunei Săcelu
     Români (93,72%)
     Alte etnii (6,28%)
Componența confesională a comunei Săcelu
     Ortodocși (92,8%)
     Alte religii (0,77%)
     Necunoscută (6,44%)
Conform recensământului efectuat în 2021, populația comunei Săcelu se ridică la 1.305 locuitori, în scădere față de recensământul anterior din 2011, când fuseseră înregistrați 1.542 de locuitori. Majoritatea locuitorilor sunt români (93,72%). Din punct de vedere confesional, majoritatea locuitorilor sunt ortodocși (92,8%), iar pentru 6,44% nu se cunoaște apartenența confesională.

## Politică și administrație
Comuna Săcelu este administrată de un primar și un consiliu local compus din 9 consilieri. Primarul, Gheorghe Dumitrelea[*], de la Partidul Național Liberal, este în funcție din octombrie 2020. Începând cu alegerile locale din 2024, consiliul local are următoarea componență pe partide politice:
|  | Partid                          | Consilieri | Componența Consiliului | Componența Consiliului |
|  | ------------------------------- | ---------- | ---------------------- | ---------------------- |
|  | Partidul Social Democrat        | 2          |                        |                        |
|  | Alianța pentru Unirea Românilor | 2          |                        |                        |
|  | Partidul Național Liberal       | 2          |                        |                        |
|  | Uniunea Salvați România         | 1          |                        |                        |
|  | Partidul PRO România            | 1          |                        |                        |
|  | Partidul Mișcarea Populară      | 1          |                        |                        |

## Galerie de imagini

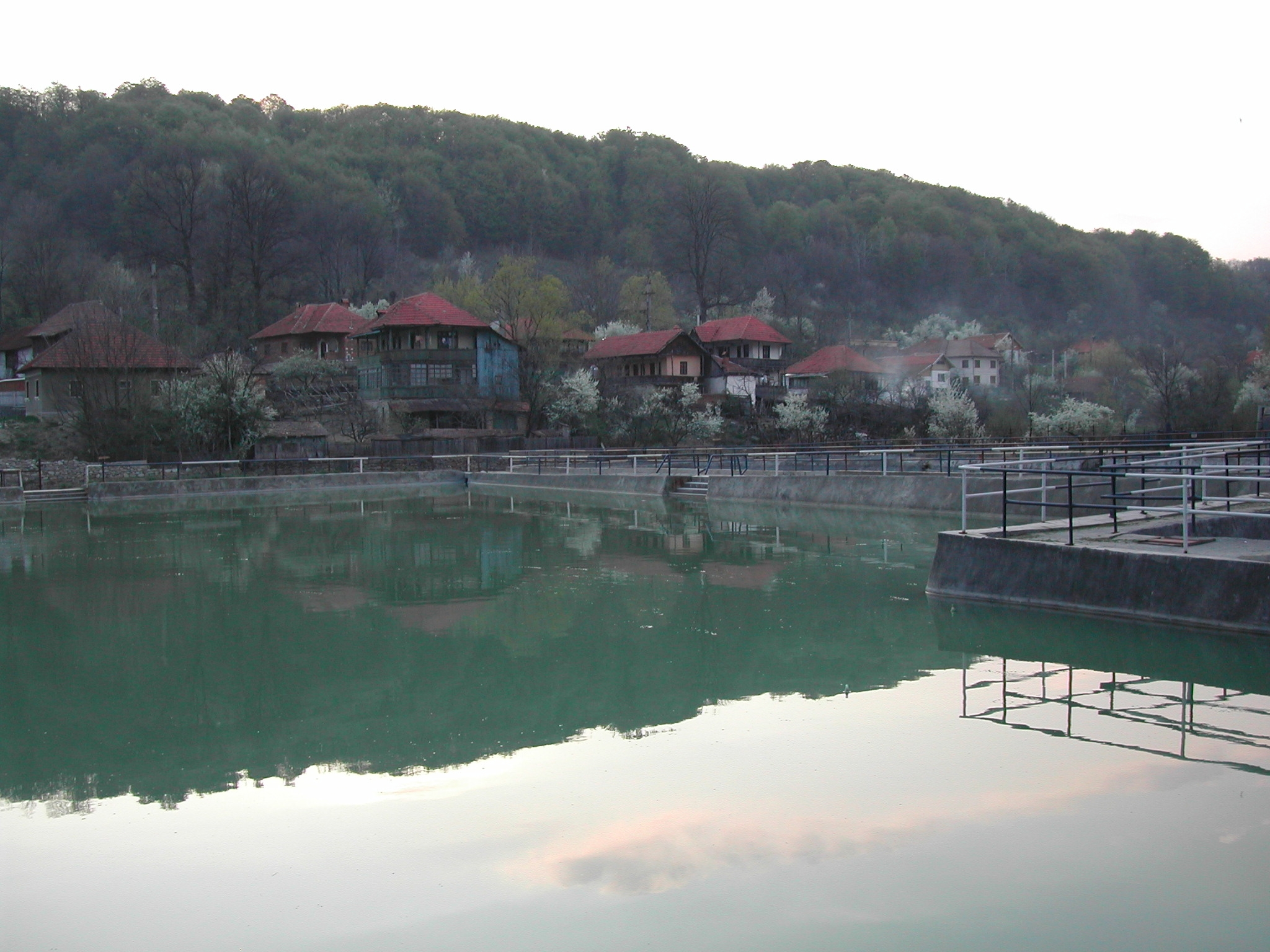
Baza de tratament
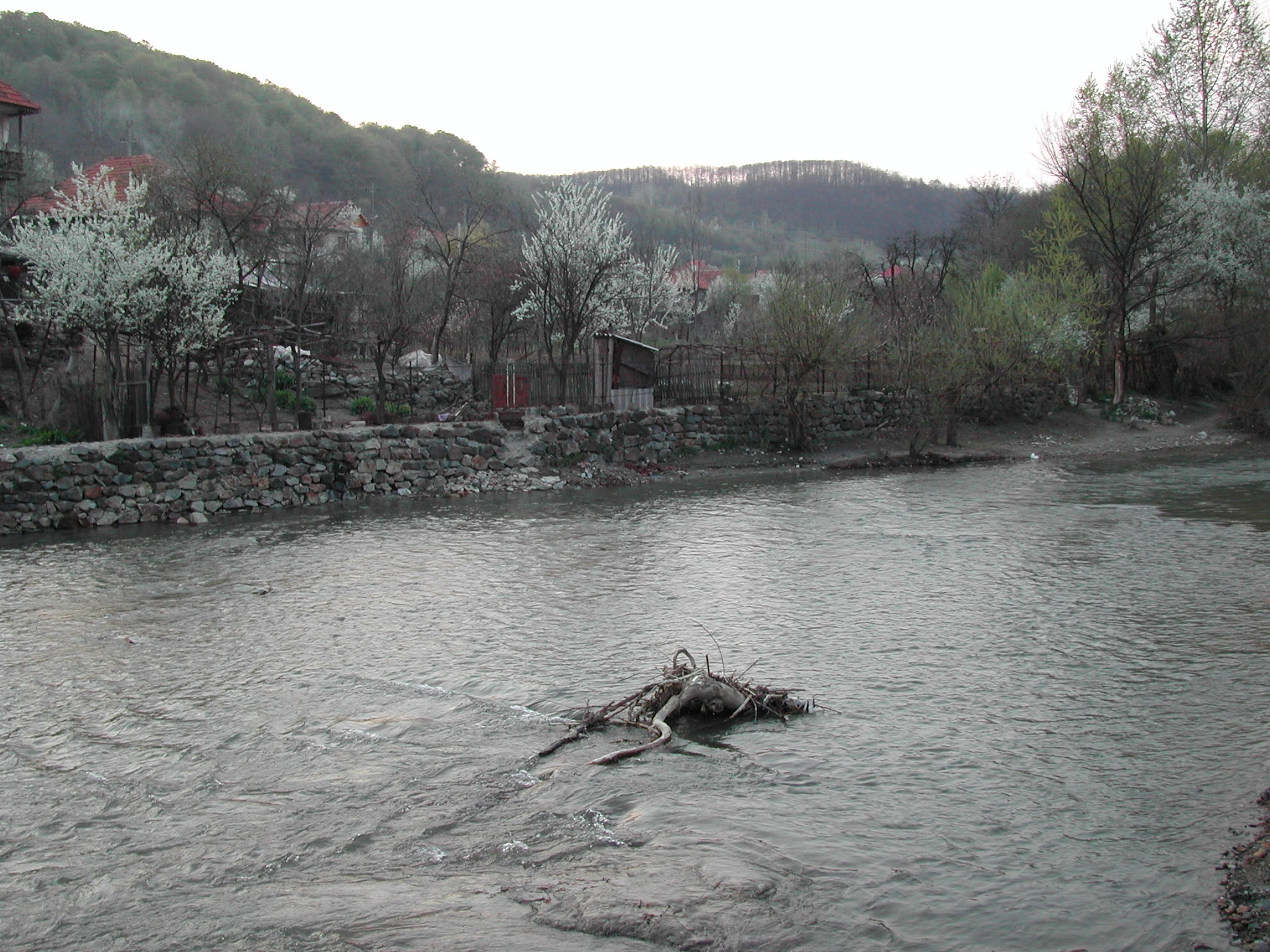
Baza de tratament
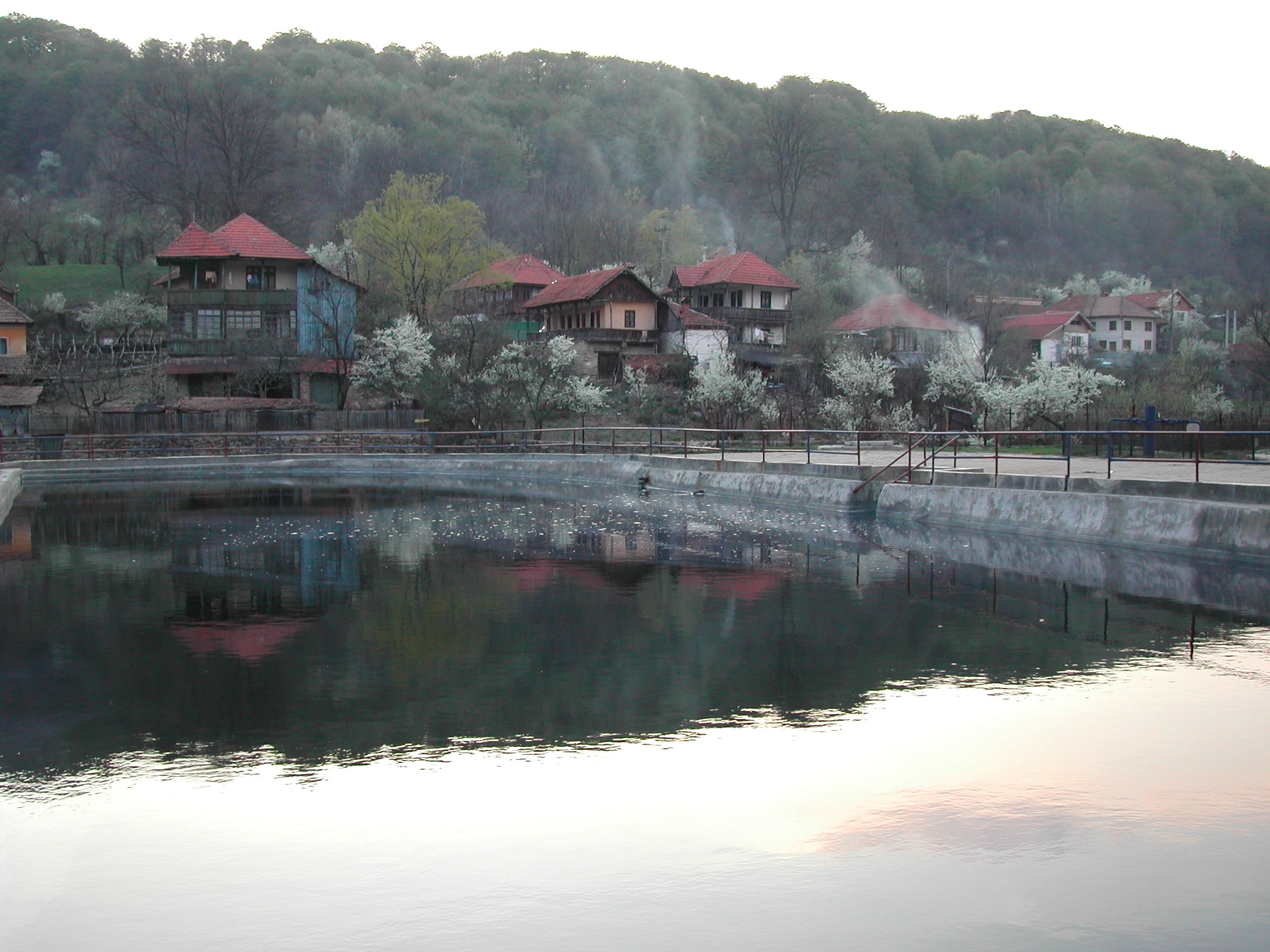
Baza de tratament
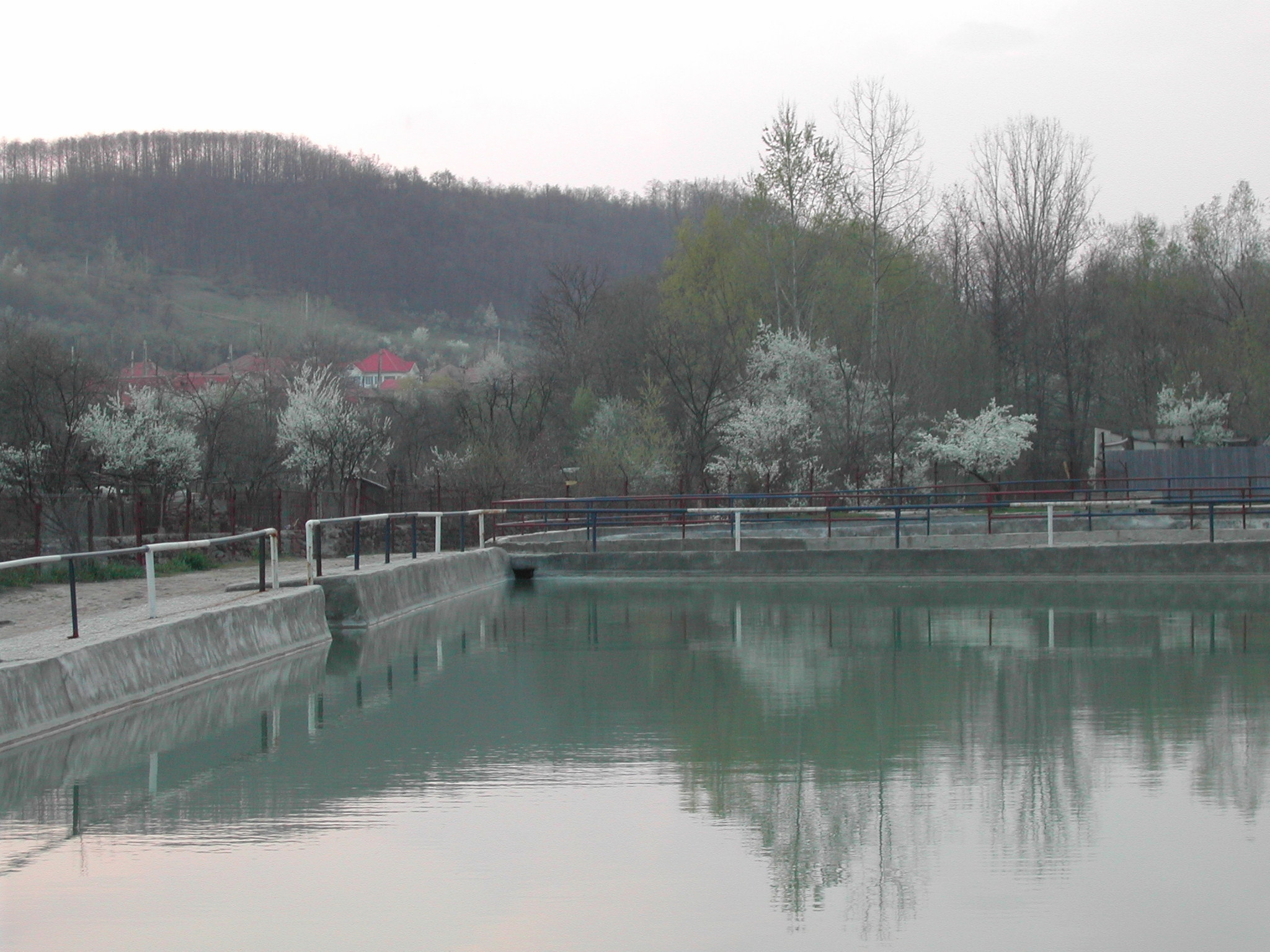
Baza de tratament
Baza de tratament
Biserica de zid
Limita de oraș